# Stephen Roche
Stephen Roche (ur. 28 listopada 1959 w Dublinie) – irlandzki kolarz szosowy. W 1987 r. jako drugi kolarz w historii wygrał w jednym roku  Tour de France, Giro d’Italia i Mistrzostwa Świata.
Swoją karierę zawodniczą rozpoczął w 1980 r. i już w następnym roku wygrał wyścig etapowy Paryż-Nicea. W 1985 r. po raz pierwszy wygrał etap w Tour de France i był czwarty w klasyfikacji generalnej.
W 1987 r. po wycofaniu się Bernarda Hinaulta i nieobecności Grega LeMonda spowodowanej jego wypadkiem na polowaniu - wykorzystał chwilę i założył ostatecznie żółtą koszulkę, wygrywając Tour de France. Przedtem wygrał już w tym roku Giro d’Italia. Na mistrzostwach świata skończył swoją nieprawdopodobną serię zwycięstw. Obok Eddy’ego Merckxa jest jedynym kolarzem, któremu udało się wygrać te trzy najważniejsze wyścigi w ciągu roku. Roche zakończył karierę w 1993 r.

## Cytat
„While it is a very hard and sometimes very cruel profession, my love for the bike remains as strong now as it was in the days when I first discovered it. I am convinced that long after I have stopped riding as a professional I will be riding my bicycle. I never want to abandon my bike. I see my grandfather, now in his seventies and riding around everywhere. To me that is beautiful. And the bike must always remain a part of my life.”
(„Mimo że zawód kolarza jest bardzo ciężki, a czasem wręcz okrutny, moja miłość do roweru pozostaje wciąż taka sama dziś, jak wtedy gdy odkryłem rower. Jestem przekonany, że będę jeździł na rowerze jeszcze długo po zakończeniu mojej zawodowej kariery. Nigdy nie zrezygnuję z roweru. Widzę mojego dziadka, który ma teraz 70 lat i wciąż jeździ na rowerze po okolicy. To jest dla mnie piękne i rower na zawsze musi zostać częścią mojego życia.”)